# Pathé Live
Pathé Live, filiale de Pathé Cinémas, est un des acteurs de la distribution d’événements au cinéma dans le monde. 
Ses événements au cinéma sont distribués en direct par satellite en HD et son 5.1 ou en différé en 2K, 3D ou 4K. 
Depuis sa création, Pathé Live a distribué plus de 200 événements au cinéma. 
C’est le producteur exclusif et le distributeur dans le monde des ballets du Théâtre Bolchoï de Moscou et des spectacles de la Comédie-Française, dans plus de 1700 cinémas à travers plus de 70 pays. 

## Événementiel

### Saison 2019-2020 avec France Musique
Le partenariat qui existe entre Pathé Live et France Musique se manifeste lors d'une première représentation d'un spectacle le 7 octobre 2019 depuis le Metropolitan Opera, partenariat qui permet à dix spectacles du MET d'être retransmis en France, au cinéma, lors de la saison 2019-2020. Par ailleurs, toujours avec France Musique, le 27 octobre 2019 est la date du lancement du partenariat avec le ballet du Bolchoï en direct de Moscou, et il sera proposé ce jour dans les salles de cinéma, en France, Raymonde, par Youri Grigorovitch.

## Filmographie
- The Doors - Live At The Bowl 68
- BTS - Burn The Stage - The Movie
- Coldplay - A Head Full of Dreams
- Brel - Ne nous quitte pas
- Muse : Drones World Tour
- Johnny Hallyday - Olympia 2000
- Hans Zimmer - Son concert de Prague au cinéma
- Ballet du Bolchoï depuis 2008
- Spectacles de la Comédie-Française depuis 2016